# Kluczowka (rejon bielajewski)
Kluczowka (ros. Ключёвка) – wieś (sieło) w Rosji, w obwodzie orenburskim, w rejonie bielajewskim. W 2021 liczyła 728 mieszkańców.